# Anna Vigsø
Anna Vigsø er en dansk rapper (født d. 30. oktober 1994) der blev kendt som den første kvinde, der kvalificerede sig til MC's Fight Night (2010 og 2011) siden Natasja. Hun har efterfølgende deltaget i battleligaen Rap Slam battles, og har i alt haft 4 skrevne battles.
Vigsø udgav sin debut EP ”Under overfladen” i 2016, der blev belønnet med 2 nomineringer til GAFFA-prisen ”årets urbane udgivelse” og ”årets kvindelige artist”. EP’ens lyrik blev særligt sat i fokus i både GO' Morgen Danmark, Politiken og i Vi ses hos Clement, hvor hun blev præsenteret som: ”Rapperen der får Suspekt til at lyde som dansk top bandet Kandis”.
I 2017 udgav hun opfølger EP'en "Brud". 
I 2018 lavede hun tracket Hende Der Slap Væk med Pede B, til hans plade Sparring.
I 2020 udgav hun under kunstnernavnet NØX nummeret Nu, der blev Månedens Kanon i talentprojektet KarriereKanonen.